# برزیل در المپیک تابستانی ۲۰۱۲
برزیل در بازی‌های المپیک تابستانی ۲۰۱۲ که در شهر لندن انگلستان برگزار شد، کاروان برزیل با ۲۵۸ ورزشکار در این رقابت‌ها شرکت کرد و موفق به کسب ۱۷ مدال (۳ طلا، ۵ نقره، ۹ برنز) شد. در جدول رتبه‌بندی توزیع مدال‌ها، برزیل در ردهٔ ۲۲ مسابقات قرار گرفت.